# Крістофер Танев
Крістофер Танев (англ. Christopher Tanev; нар. 20 грудня 1989, Іст-Йорк) — канадський хокеїст, захисник клубу НХЛ «Торонто Мейпл-Ліфс». Гравець збірної команди Канади.

## Ігрова кар'єра
Хокейну кар'єру розпочав 2006 року виступами за команду «Дарем Ф'юрі». Загалом на юнацькому рівні відіграв три сезони.
Сезон 2009–10 років Крістофер провів у складі університетської команди РІТ Тайгерс. Під час виступу за «тигрів» на Танева звернули увагу скаути клубу НХЛ «Ванкувер Канакс». 31 травня 2010 року, Крістофер уклав із Ванкувером трирічну угоду.
Сезон 2010–11 Танев розпочав у фарм-клубі «Манітоба Мус» (АХЛ). 13 листопада 2010 року в матчі проти «Рочестер Американс» відзначився голом. 18 січня 2011 року, Кріс дебютував у матчі НХЛ проти команди «Колорадо Аваланч».
Два сезони поспіль Крістофер провів у складі клубу «Чикаго Вулвс» (АХЛ).
22 серпня 2013 року канадець уклав нову однорічну угоду з «Канакс».
5 липня 2014 року Танев переуклав контракт ще на один рік.
9 жовтня 2020 року Крістофер, як вільний агент підписав чотирирічну угоду з клубом «Калгарі Флеймс».
28 лютого 2024 року в результаті обміну між трьома клубами, Крістофер опинився в команді «Даллас Старс».
Наразі ж грає за клуб НХЛ «Торонто Мейпл-Ліфс».
Гравець збірної команди Канади. У склаід збірної чемпіон світу 2016 року.

## Статистика

### Клубні виступи
| 2006–07      | «Дарем Ф'юрі»     | ОПЮХЛ        | 40  | 0  | 9   | 9   | 8   | 4  | 0 | 3  | 3  | 6  |
| 2007–08      | «Дарем Ф'юрі»     | ОПЮХЛ        | 19  | 1  | 6   | 7   | 12  | —  | — | —  | —  | —  |
| 2007–08      | «Стофвілл Спірит» | ОПЮХЛ        | 4   | 0  | 0   | 0   | 0   | —  | — | —  | —  | —  |
| 2007–08      | «Маркем Ваксерс»  | ОПЮХЛ        | 26  | 1  | 9   | 10  | 12  | 23 | 1 | 2  | 3  | 4  |
| 2008–09      | «Маркем Ваксерс»  | ОПЮХЛ        | 50  | 4  | 37  | 41  | 33  | 14 | 1 | 5  | 6  | 8  |
| 2009–10      | РІТ Тайгерс       | НКАА         | 41  | 10 | 18  | 28  | 4   | —  | — | —  | —  | —  |
| 2010–11      | «Манітоба Мус»    | АХЛ          | 39  | 1  | 8   | 9   | 16  | 14 | 1 | 2  | 3  | 4  |
| 2010–11      | «Ванкувер Канакс» | НХЛ          | 29  | 0  | 1   | 1   | 0   | 5  | 0 | 0  | 0  | 0  |
| 2011–12      | «Ванкувер Канакс» | НХЛ          | 25  | 0  | 2   | 2   | 2   | 5  | 0 | 0  | 0  | 0  |
| 2011–12      | «Чикаго Вулвс»    | АХЛ          | 34  | 0  | 14  | 14  | 6   | —  | — | —  | —  | —  |
| 2012–13      | «Чикаго Вулвс»    | АХЛ          | 29  | 2  | 10  | 12  | 6   | —  | — | —  | —  | —  |
| 2012–13      | «Ванкувер Канакс» | НХЛ          | 38  | 2  | 5   | 7   | 10  | —  | — | —  | —  | —  |
| 2013–14      | «Ванкувер Канакс» | НХЛ          | 64  | 6  | 11  | 17  | 8   | —  | — | —  | —  | —  |
| 2014–15      | «Ванкувер Канакс» | НХЛ          | 70  | 2  | 18  | 20  | 12  | 6  | 0 | 3  | 3  | 0  |
| 2015–16      | «Ванкувер Канакс» | НХЛ          | 69  | 4  | 14  | 18  | 8   | —  | — | —  | —  | —  |
| 2016–17      | «Ванкувер Канакс» | НХЛ          | 53  | 2  | 8   | 10  | 14  | —  | — | —  | —  | —  |
| 2017–18      | «Ванкувер Канакс» | НХЛ          | 42  | 2  | 9   | 11  | 8   | —  | — | —  | —  | —  |
| 2018–19      | «Ванкувер Канакс» | НХЛ          | 55  | 2  | 10  | 12  | 18  | —  | — | —  | —  | —  |
| 2019–20      | «Ванкувер Канакс» | НХЛ          | 69  | 2  | 18  | 20  | 41  | 17 | 1 | 6  | 7  | 4  |
| 2020–21      | «Калгарі Флеймс»  | НХЛ          | 56  | 2  | 10  | 12  | 6   | —  | — | —  | —  | —  |
| 2021–22      | «Калгарі Флеймс»  | НХЛ          | 82  | 6  | 22  | 28  | 22  | 8  | 0 | 1  | 1  | 2  |
| 2022–23      | «Калгарі Флеймс»  | НХЛ          | 65  | 1  | 12  | 13  | 21  | —  | — | —  | —  | —  |
| 2023–24      | «Калгарі Флеймс»  | НХЛ          | 56  | 1  | 13  | 14  | 14  | —  | — | —  | —  | —  |
| 2023–24      | «Даллас Старс»    | НХЛ          | 19  | 1  | 4   | 5   | 10  | 19 | 0 | 2  | 2  | 6  |
| Усього в НХЛ | Усього в НХЛ      | Усього в НХЛ | 792 | 33 | 157 | 190 | 194 | 60 | 1 | 12 | 13 | 12 |

### Збірна
| Рік    | Команда | Турнір | Місце  | І  | Г | П | О | ШХ |
| ------ | ------- | ------ | ------ | -- | - | - | - | -- |
| 2016   | Канада  | ЧС     | 1      | 10 | 0 | 1 | 1 | 0  |
| Totals | Totals  | Totals | Totals | 10 | 0 | 1 | 1 | 0  |